# Courbière (Fluss)
Die Courbière ist ein kleiner Fluss in Frankreich, der im Département Ariège in der Region Okzitanien verläuft. Sie entspringt unter dem Namen Ruisseau Beulaygue an der Südflanke des Pic de la Journalade (1945 m) im nordwestlichen Gemeindegebiet von Rabat-les-Trois-Seigneurs, entwässert nach einem anfänglichen Verlauf nach Süden generell Richtung Osten durch den Regionalen Naturpark Pyrénées Ariégeoises und mündet nach rund 16 Kilometern an der Gemeindegrenze von Surba und Tarascon-sur-Ariège als linker Nebenfluss in die Ariège. In ihrem Mündungsabschnitt quert die Courbière die Autobahn-ähnlich ausgebaute Route nationale 20 und die Bahnstrecke Portet-Saint-Simon–Puigcerdà.

## Orte am Fluss
(Reihenfolge in Fließrichtung)
- Plandière, Gemeinde Rabat-les-Trois-Seigneurs
- Gourbit
- Rabat-les-Trois-Seigneurs
- Banat, Gemeinde Tarascon-sur-Ariège
- Surba
- Florac, Gemeinde Surba

## Sehenswürdigkeiten

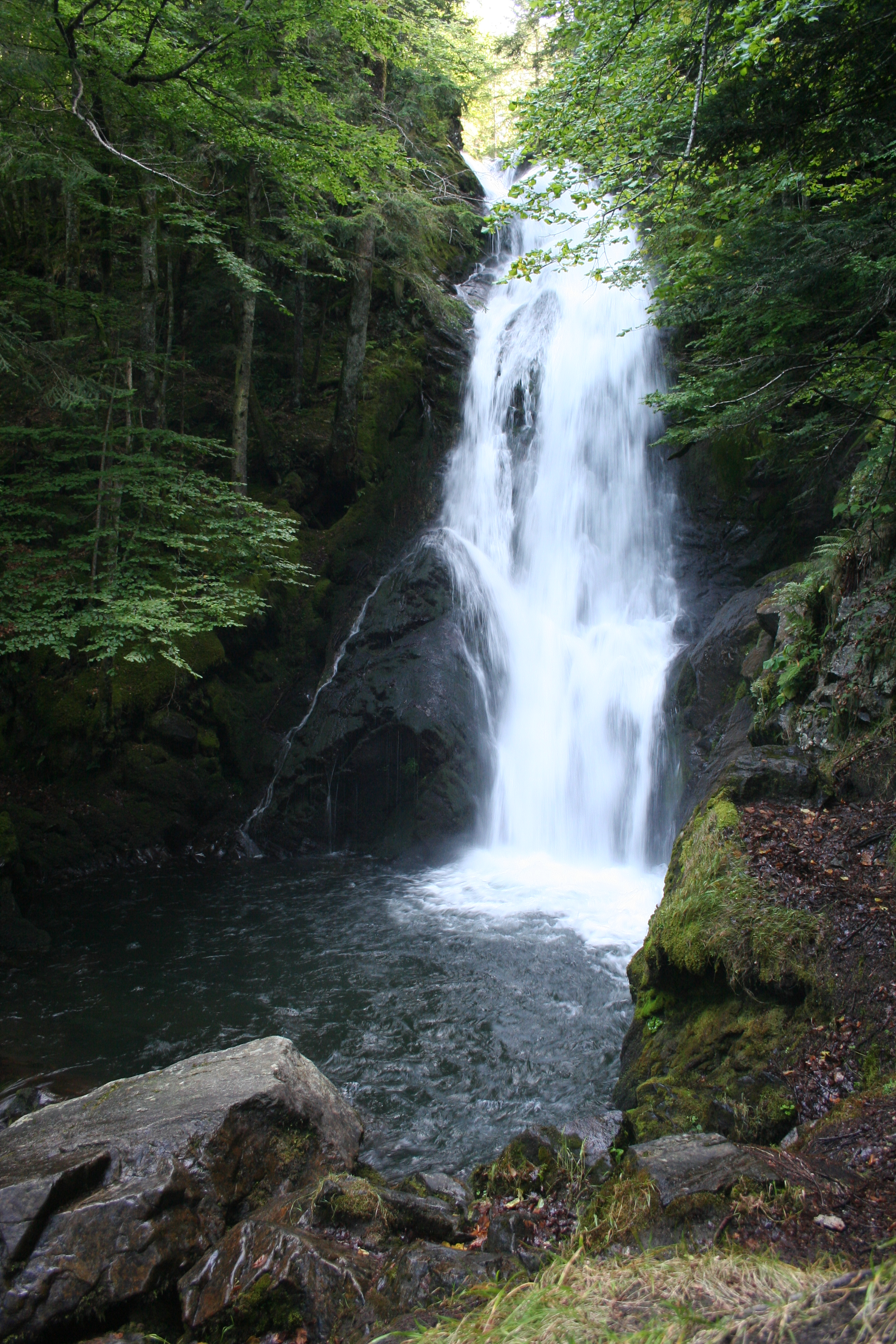
Der Wasserfall bei Ressec

- Wasserfall von Ressec